# Nyizsnyaja Tavda-i járás

A Nyizsnyaja Tavda-i járás a Tyumenyi területen

A Nyizsnyaja Tavda-i járás (oroszul Нижнетавдинский район) Oroszország egyik járása a Tyumenyi területen. Székhelye Nyizsnyaja Tavda.

## Népesség
- 1989-ben 26 972 lakosa volt.
- 2002-ben 24 066 lakosa volt, melyből 17 548 orosz, 3 547 tatár, 1 422 csuvas, 367 ukrán, 256 német, 182 fehérorosz, 124 azeri, 81 kazah, 76 ingus, 62 tadzsik, 56 örmény stb.
- 2010-ben 23 048 lakosa volt, melyből 17 265 orosz, 3 151 tatár, 1 041 csuvas, 238 ukrán, 201 német, 110 fehérorosz, 94 örmény, 86 kazah, 85 ingus, 74 azeri, 62 tadzsik stb.